# Kitanagoya
Kitanagoya (北名古屋市, Kitanagoya-shi) est une ville située dans la préfecture d'Aichi, sur l'île de Honshū, au Japon.

## Géographie

### Situation
Kitanagoya est située dans le nord de l'agglomération de Nagoya, sur l'île de Honshū, au Japon.

### Démographie
En novembre 2019, la population de la ville de Kitanagoya était de 86 225 habitants répartis sur une superficie de 18,37 km2.

## Histoire
La ville de Kitanagoya a été créée en 2006 de la fusion des anciens bourgs de Shikatsu et Nishiharu.

## Transports
La ville est desservie par la ligne Inuyama de la compagnie Meitetsu.

## Jumelage
Kitanagoya est jumelée avec le district de Muan en Corée du Sud.

## Personnalités liées à la ville
- Kiyoshi Hatanaka (né en 1967), boxeur
- Minayo Watanabe (née en 1969), actrice